# Phanaeus howdeni
Phanaeus howdeni là một loài bọ cánh cứng trong họ Bọ hung (Scarabaeidae).